# Tótszentgyörgy
Tótszentgyörgy é um município da Hungria, situado no condado de Baranya. Tem 7,5 km² de área e sua população em 2019 foi estimada em 126 habitantes.